# Zentralasiatischer Owtscharka
Der Zentralasiatische Owtscharka (russisch среднеазиатская овчарка, transkribiert sredneasiatskaja owtscharka, Mittelasiatischer Schäferhund), auch bekannt unter den Namen Alabai und Alabay, ist eine von der Fédération Cynologique Internationale (FCI) anerkannte Hunderasse, die aus Zentralasien stammt (FCI-Gruppe 2, Sektion 2.2, Standard Nr. 335). Der Rassestandard steht unter der Federführung Russlands.

## Herkunft und Geschichtliches
Der Zentralasiatische Owtscharka ist ein in Deutschland relativ unbekannter Hund. Ursprünglich findet er seine Verbreitung in den zentralasiatischen Republiken Kasachstan, Kirgisistan, Tadschikistan, Usbekistan, Afghanistan, Turkmenistan und der Mongolei. Im Ural und auch in Sibirien ist der Zentralasiatische Owtscharka kein Unbekannter. Durch dieses enorme Verbreitungsgebiet ist die Vielfalt der einzelnen Schläge dieser Rasse bedingt.

## Beschreibung
Die heute gezüchteten Hunde sind meist Mischtypen aus verschiedenen Schlägen. Wie bei dem Kaukasischen Owtscharka gibt es leichte, wendige, agile Hunde aus den Steppengebieten sowie die massigeren Hunde aus den Bergregionen. Durch eine gut entwickelte Unterwolle und verschiedene Längen des Deckfells sind die Hunde den unterschiedlichen klimatischen Bedingungen Zentralasiens bestens angepasst.

## Wesen
Der Zentralasiatische Owtscharka ist von ruhigem Temperament, sehr selbstsicher und trifft seine Entscheidungen selbständig. Er bleibt selbst bei Bedrohung ruhig und gelassen. Wie alle Herdenschutzhunde zeichnen ihn besonders sein Mut und seine hohe Territorialität aus.

## Verwendung
Der Zentralasiatische Owtscharka ist ein Herdenschutzhund, er wird noch heute in seinen Herkunftsgebieten zur Arbeit eingesetzt und begleitet die Hirten bei ihren Wanderungen durch die Steppen.
In Deutschland befindet sich die gezielte Zucht dieser Rasse erst in den Anfängen.

## Rechtslage
Der Zentralasiatische Owtscharka steht im Schweizer Kanton Tessin auf der Rasseliste der potentiell gefährlichen Hunderassen, die Haltung ist dort bewilligungspflichtig.

## Weitere Namen
Durch das große Verbreitungsgebiet gibt es verschiedene andere Bezeichnungen für den Zentralasiatischen Owtscharka, z. B.:
- Akbai (Weißer Hund)
- Alabai, Alabay
- Djence Sheri (Löwenrasse)
- Djence Palangi (Tigerrasse)
- Karages (Schwarzauge)
- Coban Kopek (Hirten-/Herdenhund)
- Kurt Kopek (Wolfshund)
- Pamirhunde
- Sage Koochi (Nomadenhund)
- Sage Rama (Schafherdenhund)